# Équipe d'Allemagne de football à la Coupe du monde 2014
Cet article retrace le parcours de l'Équipe d'Allemagne de football à la Coupe du monde de football 2014 organisée au Brésil du 12 juin au 13 juillet 2014.
La Nationalmannschaft devient championne du Monde pour la 4e fois de son histoire, après avoir battu en demi-finale le Brésil, pays hôte qui figurait parmi les principaux favoris, sur le score historique de 7 buts à 1, puis l'Argentine menée par Lionel Messi en finale, au terme de la prolongation.
Cette équipe a obtenu le second score Elo historique le plus élevé du classement des nations de football, juste après celui du « Onze d'or hongrois » de Puskás en 1954.

## Encadrement

### Sélectionneur
- Joachim Löw

### Entraîneur adjoints
- Andreas Köpke, entraîneur des gardiens

## Qualifications

### Groupe 4
| Rang | Équipe               | Pts | J  | G | N | P | Bp | Bc | Diff |  | Résultats (▼ dom., ► ext.) |     |     |     |     |     |     |
| ---- | -------------------- | --- | -- | - | - | - | -- | -- | ---- |  | -------------------------- | --- | --- | --- | --- | --- | --- |
| 1    | Allemagne            | 28  | 10 | 9 | 1 | 0 | 36 | 10 | +26  |  | Allemagne                  |     | 4-4 | 3-0 | 3-0 | 4-1 | 3-0 |
| 2    | Suède                | 20  | 10 | 6 | 2 | 2 | 19 | 14 | +5   |  | Suède                      | 3-5 |     | 2-1 | 0-0 | 2-0 | 2-0 |
| 3    | Autriche             | 17  | 10 | 5 | 2 | 3 | 20 | 10 | +10  |  | Autriche                   | 1-2 | 2-1 |     | 1-0 | 4-0 | 6-0 |
| 4    | République d'Irlande | 14  | 10 | 4 | 2 | 4 | 16 | 17 | -1   |  | République d'Irlande       | 1-6 | 1-2 | 2-2 |     | 3-1 | 3-0 |
| 5    | Kazakhstan           | 5   | 10 | 1 | 2 | 7 | 6  | 21 | -15  |  | Kazakhstan                 | 0-3 | 0-1 | 0-0 | 1-2 |     | 2-1 |
| 6    | Îles Féroé           | 1   | 10 | 0 | 1 | 9 | 4  | 29 | -25  |  | Îles Féroé                 | 0-3 | 1-2 | 0-3 | 1-4 | 1-1 |     |

## Coupe du monde

### Premier tour - Groupe G
|   | Équipe     | Pts | J | G | N | P | Bp | Bc | Diff |
| 1 | Allemagne  | 7   | 3 | 2 | 1 | 0 | 7  | 2  | 5    |
| 2 | États-Unis | 4   | 3 | 1 | 1 | 1 | 4  | 4  | 0    |
| 3 | Portugal   | 4   | 3 | 1 | 1 | 1 | 4  | 7  | -3   |
| 4 | Ghana      | 1   | 3 | 0 | 1 | 2 | 4  | 6  | -2   |

| J 1 | 16 juin 2014 | Allemagne  | 4 - 0 | Portugal   |
| J 1 | 16 juin 2014 | Ghana      | 1 - 2 | États-Unis |
| J 2 | 21 juin 2014 | Allemagne  | 2 - 2 | Ghana      |
| J 2 | 22 juin 2014 | États-Unis | 2 - 2 | Portugal   |
| J 3 | 26 juin 2014 | États-Unis | 0 - 1 | Allemagne  |
| J 3 | 26 juin 2014 | Portugal   | 2 - 1 | Ghana      |

#### Allemagne - Portugal
| Match 13                                                 | Allemagne                                             | 4 - 0   | Portugal | Itaipava Arena Fonte Nova, Salvador de Bahia                         |                                                                      |
| 16 juin 2014 · 13:00 (UTC-3) · Historique des rencontres | Thomas Müller 12e (pen.) 45+1e 78e · Mats Hummels 32e | (3 - 0) |          | Spectateurs : 51 081 · Arbitrage : Milorad Mažić · Photos du match · | Spectateurs : 51 081 · Arbitrage : Milorad Mažić · Photos du match · |
| 16 juin 2014 · 13:00 (UTC-3) · Historique des rencontres | Rapport                                               |         |          | Spectateurs : 51 081 · Arbitrage : Milorad Mažić · Photos du match · | Spectateurs : 51 081 · Arbitrage : Milorad Mažić · Photos du match · |

| Allemagne | Portugal |

| ALLEMAGNE :     |    |                  |  |     |
|                 |    |                  |  |     |
| Gardien de but  | 1  | Manuel Neuer     |  |     |
|                 | 4  | Benedikt Höwedes |  |     |
|                 | 5  | Mats Hummels     |  | 73e |
|                 | 6  | Sami Khedira     |  |     |
|                 | 8  | Mesut Özil       |  | 63e |
|                 | 13 | Thomas Müller    |  | 82e |
|                 | 16 | Philipp Lahm     |  |     |
|                 | 17 | Per Mertesacker  |  |     |
|                 | 18 | Toni Kroos       |  |     |
|                 | 19 | Mario Götze      |  |     |
|                 | 20 | Jérôme Boateng   |  |     |
| Remplaçants :   |    |                  |  |     |
|                 | 9  | André Schürrle   |  | 63e |
|                 | 21 | Shkodran Mustafi |  | 73e |
|                 | 10 | Lukas Podolski   |  | 82e |
| Sélectionneur : |    |                  |  |     |
| Joachim Löw     |    |                  |  |     |

| PORTUGAL :      |    |                   |  |     |     |
|                 |    |                   |  |     |     |
| Gardien de but  | 12 | Rui Patrício      |  |     |     |
|                 | 2  | Bruno Alves       |  |     |     |
|                 | 3  | Pepe              |  |     | 37e |
|                 | 4  | Miguel Veloso     |  | 46e |     |
|                 | 5  | Fábio Coentrão    |  | 65e |     |
|                 | 7  | Cristiano Ronaldo |  |     |     |
|                 | 8  | João Moutinho     |  |     |     |
|                 | 9  | Hugo Almeida      |  | 28e |     |
|                 | 16 | Raul Meireles     |  |     |     |
|                 | 17 | Nani              |  |     |     |
|                 | 21 | João Pereira      |  |     | 11e |
| Remplaçants :   |    |                   |  |     |     |
|                 | 11 | Éder              |  | 28e |     |
|                 | 13 | Ricardo Costa     |  | 46e |     |
|                 | 19 | André Almeida     |  | 65e |     |
| Sélectionneur : |    |                   |  |     |     |
| Paulo Bento     |    |                   |  |     |     |

| Assistants : Milovan Ristić Dalibor Đurđević Quatrième arbitre : Sidi Alioum Cinquième arbitre : Djibril Camara Homme du Match : Thomas Müller |

L'Allemagne, impressionnante de maitrise dans le jeu et efficace devant le but, inflige à cette occasion la plus lourde défaite à une sélection portugaise en phase finale de Coupe du monde.

#### Allemagne - Ghana
| Match 29                                                 | Allemagne                            | 2 - 2   | Ghana                             | Stade Governador-Plácido-Castelo, Fortaleza                         |                                                                     |
| 21 juin 2014 · 16:00 (UTC-3) · Historique des rencontres | Mario Götze 51e · Miroslav Klose 71e | (0 - 0) | 54e André Ayew · 63e Asamoah Gyan | Spectateurs : 51 081 · Arbitrage : Sandro Ricci · Photos du match · | Spectateurs : 51 081 · Arbitrage : Sandro Ricci · Photos du match · |
| 21 juin 2014 · 16:00 (UTC-3) · Historique des rencontres | Rapport                              |         |                                   | Spectateurs : 51 081 · Arbitrage : Sandro Ricci · Photos du match · | Spectateurs : 51 081 · Arbitrage : Sandro Ricci · Photos du match · |

| Allemagne | Ghana |

| ALLEMAGNE :     |    |                        |  |     |
|                 |    |                        |  |     |
| Gardien de but  | 1  | Manuel Neuer           |  |     |
|                 | 4  | Benedikt Höwedes       |  |     |
|                 | 5  | Mats Hummels           |  |     |
|                 | 6  | Sami Khedira           |  | 70e |
|                 | 8  | Mesut Özil             |  |     |
|                 | 13 | Thomas Müller          |  |     |
|                 | 16 | Philipp Lahm           |  |     |
|                 | 17 | Per Mertesacker        |  |     |
|                 | 18 | Toni Kroos             |  |     |
|                 | 19 | Mario Götze            |  | 69e |
|                 | 20 | Jérôme Boateng         |  | 46e |
| Remplaçants :   |    |                        |  |     |
|                 | 11 | Miroslav Klose         |  | 69e |
|                 | 21 | Shkodran Mustafi       |  | 46e |
|                 | 7  | Bastian Schweinsteiger |  | 70e |
| Sélectionneur : |    |                        |  |     |
| Joachim Löw     |    |                        |  |     |

| GHANA :            |    |                        |  |     |       |
|                    |    |                        |  |     |       |
| Gardien de but     | 16 | Abdul Fatawu Dauda     |  |     |       |
|                    | 3  | Asamoah Gyan           |  |     |       |
|                    | 7  | Christian Atsu         |  | 72e |       |
|                    | 9  | Kevin-Prince Boateng   |  | 52e |       |
|                    | 10 | André Ayew             |  |     |       |
|                    | 11 | Sulley Muntari         |  |     | 90+3e |
|                    | 17 | Mohammed Rabiu         |  | 78e |       |
|                    | 19 | Jonathan Mensah        |  |     |       |
|                    | 20 | Kwadwo Asamoah         |  |     |       |
|                    | 21 | John Boye              |  |     |       |
|                    | 23 | Harrison Afful         |  |     |       |
| Remplaçants :      |    |                        |  |     |       |
|                    | 13 | Jordan Ayew            |  | 52e |       |
|                    | 22 | Wakaso Mubarak         |  | 72e |       |
|                    | 8  | Emmanuel Agyemang-Badu |  | 78e |       |
| Sélectionneur :    |    |                        |  |     |       |
| James Kwesi Appiah |    |                        |  |     |       |

| Assistants : Emerson de Carvalho Marcelo van Gasse Quatrième arbitre : Víctor Hugo Carrillo Cinquième arbitre : Rodney Aquino Homme du Match : Mario Götze |

À la mi-temps de cette rencontre de grande intensité, le score est toujours nul et vierge. La Nationalmannschaft a la possession du ballon mais manque d'inspiration. En seconde période, quatre buts sont inscrits en vingt minutes : Mario Götze ouvre le score, trois minutes plus tard André Ayew égalise de la tète. Le Ghana prend ensuite l'avantage grâce avec Gyan qui trompe Neuer. L'Allemand Miroslav Klose entre alors en jeu à la 69e et égalise deux minutes plus tard en touchant son premier ballon, portant ainsi son total à quinze buts en Coupe du monde depuis 2002.

#### États-Unis - Allemagne
| Match 45                                                 | États-Unis | 0 - 1   | Allemagne         | Itaipava Arena Pernambuco, Recife                                      |                                                                        |
| 26 juin 2014 · 13:00 (UTC-3) · Historique des rencontres |            | (0 - 0) | 55e Thomas Müller | Spectateurs : 41 876 · Arbitrage : Ravshan Irmatov · Photos du match · | Spectateurs : 41 876 · Arbitrage : Ravshan Irmatov · Photos du match · |
| 26 juin 2014 · 13:00 (UTC-3) · Historique des rencontres | rapport    |         |                   | Spectateurs : 41 876 · Arbitrage : Ravshan Irmatov · Photos du match · | Spectateurs : 41 876 · Arbitrage : Ravshan Irmatov · Photos du match · |

| États-Unis | Allemagne |

| ÉTATS-UNIS :     |    |                  |  |     |     |
|                  |    |                  |  |     |     |
| Gardien de but   | 1  | Tim Howard       |  |     |     |
|                  | 3  | Omar Gonzalez    |  |     | 37e |
|                  | 4  | Michael Bradley  |  |     |     |
|                  | 5  | Matt Besler      |  |     |     |
|                  | 7  | DaMarcus Beasley |  |     |     |
|                  | 8  | Clint Dempsey    |  |     |     |
|                  | 13 | Jermaine Jones   |  |     |     |
|                  | 14 | Brad Davis       |  | 59e |     |
|                  | 15 | Kyle Beckerman   |  |     | 62e |
|                  | 19 | Graham Zusi      |  | 84e |     |
|                  | 23 | Fabian Johnson   |  |     |     |
| Remplaçants :    |    |                  |  |     |     |
|                  | 11 | Alejandro Bedoya |  | 59e |     |
|                  | 2  | DeAndre Yedlin   |  | 84e |     |
| Sélectionneur :  |    |                  |  |     |     |
| Jürgen Klinsmann |    |                  |  |     |     |

| ALLEMAGNE :     |    |                        |  |     |     |
|                 |    |                        |  |     |     |
| Gardien de but  | 1  | Manuel Neuer           |  |     |     |
|                 | 5  | Mats Hummels           |  |     |     |
|                 | 4  | Benedikt Höwedes       |  |     | 11e |
|                 | 7  | Bastian Schweinsteiger |  | 76e |     |
|                 | 8  | Mesut Özil             |  | 89e |     |
|                 | 10 | Lukas Podolski         |  | 46e |     |
|                 | 13 | Thomas Müller          |  |     |     |
|                 | 16 | Philipp Lahm           |  |     |     |
|                 | 17 | Per Mertesacker        |  |     |     |
|                 | 18 | Toni Kroos             |  |     |     |
|                 | 20 | Jérôme Boateng         |  |     |     |
| Remplaçants :   |    |                        |  |     |     |
|                 | 11 | Miroslav Klose         |  | 46e |     |
|                 | 19 | Mario Götze            |  | 76e |     |
|                 | 9  | André Schürrle         |  | 89e |     |
| Sélectionneur : |    |                        |  |     |     |
| Joachim Löw     |    |                        |  |     |     |

| Assistants : Abduxamidullo Rasulov Bakhadyr Kochkarov Quatrième arbitre : Sidi Alioum Cinquième arbitre : Djibril Camara Homme du Match : Thomas Müller |

La domination allemande est totale mais stérile en première période. Thomas Müller fait la différence en ouvrant la marque d'une frappe enroulée en début de seconde période, portant son total à 4 buts dans ce mondial. Les américains manquent dans le temps additionnel deux opportunités sérieuses d'égaliser, sans regret, car les deux équipes sont finalement qualifiées pour les huitièmes de finale.

### Huitième de finale

#### Allemagne - Algérie
| 30 juin 2014                              | Allemagne                            | 2 - 1 a. p. | Algérie                    | Stade José-Pinheiro-Borda, Porto Alegre                             |                                                                     |
| 17:00 (UTC-3) · Historique des rencontres | André Schürrle 92e · Mesut Özil 119e | (0 - 0)     | 120+1e Abdelmoumene Djabou | Spectateurs : 43 063 · Arbitrage : Sandro Ricci · Photos du match · | Spectateurs : 43 063 · Arbitrage : Sandro Ricci · Photos du match · |
| 17:00 (UTC-3) · Historique des rencontres | rapport                              |             |                            | Spectateurs : 43 063 · Arbitrage : Sandro Ricci · Photos du match · | Spectateurs : 43 063 · Arbitrage : Sandro Ricci · Photos du match · |

| Allemagne | Algérie |

| Allemagne :     |    |                        |  |      |      |
|                 |    |                        |  |      |      |
| Gardien de but  | 1  | Manuel Neuer           |  |      |      |
|                 | 4  | Benedikt Höwedes       |  |      |      |
|                 | 7  | Bastian Schweinsteiger |  | 109e |      |
|                 | 8  | Mesut Özil             |  |      |      |
|                 | 13 | Thomas Müller          |  |      |      |
|                 | 16 | Philipp Lahm           |  |      | 107e |
|                 | 17 | Per Mertesacker        |  |      |      |
|                 | 18 | Toni Kroos             |  |      |      |
|                 | 19 | Mario Götze            |  | 46e  |      |
|                 | 20 | Jérôme Boateng         |  |      |      |
|                 | 21 | Shkodran Mustafi       |  | 70e  |      |
| Remplaçants :   |    |                        |  |      |      |
|                 | 9  | André Schürrle         |  | 46e  |      |
|                 | 6  | Sami Khedira           |  | 70e  |      |
|                 | 23 | Christoph Kramer       |  | 109e |      |
| Sélectionneur : |    |                        |  |      |      |
| Joachim Löw     |    |                        |  |      |      |

| Algérie :         |    |                        |  |      |     |
|                   |    |                        |  |      |     |
| Gardien de but    | 23 | Raïs M'Bolhi           |  |      |     |
|                   | 3  | Faouzi Ghoulam         |  |      |     |
|                   | 4  | Essaïd Belkalem        |  |      |     |
|                   | 5  | Rafik Halliche         |  | 97e  | 42e |
|                   | 8  | Medhi Lacen            |  |      |     |
|                   | 10 | Sofiane Feghouli       |  |      |     |
|                   | 13 | Islam Slimani          |  |      |     |
|                   | 15 | El Arabi Hilal Soudani |  | 100e |     |
|                   | 19 | Saphir Taïder          |  | 78e  |     |
|                   | 20 | Aïssa Mandi            |  |      |     |
|                   | 22 | Mehdi Mostefa          |  |      |     |
| Remplaçants :     |    |                        |  |      |     |
|                   | 11 | Yacine Brahimi         |  | 78e  |     |
|                   | 2  | Madjid Bougherra       |  | 97e  |     |
|                   | 18 | Abdelmoumene Djabou    |  | 100e |     |
| Sélectionneur :   |    |                        |  |      |     |
| Vahid Halilhodžić |    |                        |  |      |     |

| Assistants : Emerson de Carvalho Marcelo Van Gasse Quatrième arbitre : Walter Lopez Cinquième arbitre : Leonel Leal Homme du Match : Raïs M'Bolhi |

L'une des rencontres les plus intenses de ce mondial. Pendant 90 minutes, la Nationalmannschaft est accrochée par une équipe d'Algérie vive et particulièrement incisive en contre. En première période, face au pressing intense des Algériens, le problème des Allemands est sans doute un manque de vitesse dans la transmission du ballon, ce qui sera moins le cas à partir de la seconde période. En tout début de prolongation, André Schürrle trouve enfin la faille, grâce à un geste que l'on qualifie de Madjer en référence à Rabah Madjer, un ancien international algérien. Mesut Özil scelle la victoire de l'Allemagne en fin de prolongation en marquant un second but, qui est suivi dans le temps additionnel de la réduction au score de Djabou pour l'Algérie, trop tardive pour relancer le match.

### Quart de finale

#### France - Allemagne
| 4 juillet 2014                            | France  | 0 - 1   | Allemagne        | Stade Maracanã, Rio de Janeiro                                       |                                                                      |
| 13:00 (UTC-3) · Historique des rencontres |         | (0 - 1) | 13e Mats Hummels | Spectateurs : 74 240 · Arbitrage : Néstor Pitana · Photos du match · | Spectateurs : 74 240 · Arbitrage : Néstor Pitana · Photos du match · |
| 13:00 (UTC-3) · Historique des rencontres | rapport |         |                  | Spectateurs : 74 240 · Arbitrage : Néstor Pitana · Photos du match · | Spectateurs : 74 240 · Arbitrage : Néstor Pitana · Photos du match · |

| France | Allemagne |

| France :         |    |                   |  |     |
|                  |    |                   |  |     |
| Gardien de but   | 1  | Hugo Lloris       |  |     |
|                  | 2  | Mathieu Debuchy   |  |     |
|                  | 4  | Raphaël Varane    |  |     |
|                  | 5  | Mamadou Sakho     |  | 72e |
|                  | 3  | Patrice Évra      |  |     |
|                  | 19 | Paul Pogba        |  |     |
|                  | 6  | Yohan Cabaye      |  | 73e |
|                  | 14 | Blaise Matuidi    |  |     |
|                  | 8  | Mathieu Valbuena  |  | 85e |
|                  | 11 | Antoine Griezmann |  |     |
|                  | 10 | Karim Benzema     |  |     |
| Remplaçants :    |    |                   |  |     |
|                  | 21 | Laurent Koscielny |  | 72e |
|                  | 20 | Loïc Rémy         |  | 73e |
|                  | 9  | Olivier Giroud    |  | 85e |
| Sélectionneur :  |    |                   |  |     |
| Didier Deschamps |    |                   |  |     |

| Allemagne :     |    |                        |  |       |     |
|                 |    |                        |  |       |     |
| Gardien de but  | 1  | Manuel Neuer           |  |       |     |
|                 | 16 | Philipp Lahm           |  |       |     |
|                 | 20 | Jérôme Boateng         |  |       |     |
|                 | 5  | Mats Hummels           |  |       |     |
|                 | 4  | Benedikt Höwedes       |  |       |     |
|                 | 7  | Bastian Schweinsteiger |  |       | 80e |
|                 | 6  | Sami Khedira           |  |       | 54e |
|                 | 13 | Thomas Müller          |  |       |     |
|                 | 18 | Toni Kroos             |  | 90+2e |     |
|                 | 8  | Mesut Özil             |  | 83e   |     |
|                 | 11 | Miroslav Klose         |  | 69e   |     |
| Remplaçants :   |    |                        |  |       |     |
|                 | 19 | Mario Götze            |  | 85e   |     |
|                 | 9  | André Schürrle         |  | 69e   |     |
|                 | 23 | Christoph Kramer       |  | 90+2e |     |
| Sélectionneur : |    |                        |  |       |     |
| Joachim Löw     |    |                        |  |       |     |

| Assistants : Hernán Maidana Juan Pablo Belatti Quatrième arbitre : Jonas Eriksson Cinquième arbitre : Mathias Klasenius Homme du Match : Mats Hummels |

Pour cette rencontre, le sélectionneur Joachim Löw repositionne Philipp Lahm en défenseur latéral au lieu d'une position de milieu défensif récupérateur. À la suite d'une ouverture du score rapide, les Allemands sous une forte chaleur se contentent de résister à la pression et à la domination française, grâce notamment à leur gardien Neuer qui repousse plusieurs tentatives de Benzema ou Valbuena notamment. C'est la troisième fois consécutive que l'Allemagne élimine le onze tricolore en coupe du monde après 1982 et 1986.

### Demi-finale

#### Brésil - Allemagne
| 1re demi-finale                                            | Brésil                  | 1 - 7   | Allemagne | Mineirão, Belo Horizonte                                               |                                                                        |
| 8 juillet 2014 · 17:00 (UTC-3) · Historique des rencontres | ( David Luiz) Oscar 90e | (0 - 5) | 11e Müller (Kroos ) · 23e Klose · 24e Kroos (Lahm ) · 26e Kroos (Khedira ) · 29e Khedira (Özil ) · 69e Schürrle (Lahm ) · 79e Schürrle (Müller ) | Spectateurs : 58 141 · Arbitrage : Marco Rodríguez · Photos du match · | Spectateurs : 58 141 · Arbitrage : Marco Rodríguez · Photos du match · |
| 8 juillet 2014 · 17:00 (UTC-3) · Historique des rencontres | Rapport                 |         | | Spectateurs : 58 141 · Arbitrage : Marco Rodríguez · Photos du match · | Spectateurs : 58 141 · Arbitrage : Marco Rodríguez · Photos du match · |

| Brésil | Allemagne |

| Brésil :            |    |              |  |     |     |
|                     |    |              |  |     |     |
| Gardien de but      | 12 | Júlio César  |  |     |     |
|                     | 4  | David Luiz   |  |     |     |
|                     | 5  | Fernandinho  |  | 46e |     |
|                     | 6  | Marcelo      |  |     |     |
|                     | 7  | Hulk         |  | 46e |     |
|                     | 9  | Fred         |  | 69e |     |
|                     | 11 | Oscar        |  |     |     |
|                     | 13 | Dante        |  |     | 68e |
|                     | 17 | Luiz Gustavo |  |     |     |
|                     | 20 | Bernard      |  |     |     |
|                     | 23 | Maicon       |  |     |     |
| Remplaçants :       |    |              |  |     |     |
|                     | 8  | Paulinho     |  | 46e |     |
|                     | 16 | Ramires      |  | 46e |     |
|                     | 19 | Willian      |  | 69e |     |
| Sélectionneur :     |    |              |  |     |     |
| Luiz Felipe Scolari |    |              |  |     |     |

| Allemagne :     |    |                        |  |     |
|                 |    |                        |  |     |
| Gardien de but  | 1  | Manuel Neuer           |  |     |
|                 | 4  | Benedikt Höwedes       |  |     |
|                 | 5  | Mats Hummels           |  | 46e |
|                 | 6  | Sami Khedira           |  | 76e |
|                 | 7  | Bastian Schweinsteiger |  |     |
|                 | 8  | Mesut Özil             |  |     |
|                 | 11 | Miroslav Klose         |  | 58e |
|                 | 13 | Thomas Müller          |  |     |
|                 | 16 | Philipp Lahm           |  |     |
|                 | 18 | Toni Kroos             |  |     |
|                 | 20 | Jérôme Boateng         |  |     |
| Remplaçants :   |    |                        |  |     |
|                 | 9  | André Schürrle         |  | 58e |
|                 | 14 | Julian Draxler         |  | 76e |
|                 | 17 | Per Mertesacker        |  | 46e |
| Sélectionneur : |    |                        |  |     |
| Joachim Löw     |    |                        |  |     |

| Assistants : Marvin Torrentera Marcos Quintero Quatrième arbitre : Mark Geiger Cinquième arbitre : Mark Hurd Homme du Match : Toni Kroos |

### Finale

#### Allemagne - Argentine
| Finale                                                      | Allemagne                          | 1 - 0 a. p. | Argentine | Stade Maracanã, Rio de Janeiro                                        |                                                                       |
| 13 juillet 2014 · 16:00 (UTC-3) · Historique des rencontres | ( André Schürrle) Mario Götze 113e | (0 - 0)     |           | Spectateurs : 74 738 · Arbitrage : Nicola Rizzoli · Photos du match · | Spectateurs : 74 738 · Arbitrage : Nicola Rizzoli · Photos du match · |
| 13 juillet 2014 · 16:00 (UTC-3) · Historique des rencontres | Rapport                            |             |           | Spectateurs : 74 738 · Arbitrage : Nicola Rizzoli · Photos du match · | Spectateurs : 74 738 · Arbitrage : Nicola Rizzoli · Photos du match · |

| Allemagne | Argentine |

| Allemagne :     |    |                        |  |      |     |
|                 |    |                        |  |      |     |
| Gardien de but  | 1  | Manuel Neuer           |  |      |     |
|                 | 4  | Benedikt Höwedes       |  |      | 34e |
|                 | 5  | Mats Hummels           |  |      |     |
|                 | 23 | Christoph Kramer       |  | 31e  |     |
|                 | 7  | Bastian Schweinsteiger |  |      | 29e |
|                 | 8  | Mesut Özil             |  | 120e |     |
|                 | 11 | Miroslav Klose         |  | 88e  |     |
|                 | 13 | Thomas Müller          |  |      |     |
|                 | 16 | Philipp Lahm           |  |      |     |
|                 | 18 | Toni Kroos             |  |      |     |
|                 | 20 | Jérôme Boateng         |  |      |     |
| Remplaçants :   |    |                        |  |      |     |
|                 | 9  | André Schürrle         |  | 31e  |     |
|                 | 19 | Mario Götze            |  | 88e  |     |
|                 | 17 | Per Mertesacker        |  | 120e |     |
| Sélectionneur : |    |                        |  |      |     |
| Joachim Löw     |    |                        |  |      |     |

| Argentine :       |    |                   |  |     |     |
|                   |    |                   |  |     |     |
| Gardien de but    | 1  | Sergio Romero     |  |     |     |
|                   | 2  | Ezequiel Garay    |  |     |     |
|                   | 4  | Pablo Zabaleta    |  |     |     |
|                   | 6  | Lucas Biglia      |  |     |     |
|                   | 8  | Enzo Pérez        |  | 86e |     |
|                   | 9  | Gonzalo Higuaín   |  | 78e |     |
|                   | 14 | Javier Mascherano |  |     | 64e |
|                   | 15 | Martín Demichelis |  |     |     |
|                   | 10 | Lionel Messi      |  |     |     |
|                   | 16 | Marcos Rojo       |  |     |     |
|                   | 22 | Ezequiel Lavezzi  |  | 46e |     |
| Remplaçants :     |    |                   |  |     |     |
|                   | 20 | Sergio Agüero     |  | 46e |     |
|                   | 18 | Rodrigo Palacio   |  | 78e |     |
|                   | 5  | Fernando Gago     |  | 86e | 65e |
| Sélectionneur :   |    |                   |  |     |     |
| Alejandro Sabella |    |                   |  |     |     |

| Assistants : Renato Faverini Andrea Stefani Quatrième arbitre : Carlos Vera Cinquième arbitre : Christian Lescano Homme du match : Mario Götze |

## Statistiques

### Temps de jeu
| Joueur                 |          |          |          |          |          |          |          | TT       | But inscrit | MJ       | MT       | Légende |
| ---------------------- | -------- | -------- | -------- | -------- | -------- | -------- | -------- | -------- | ----------- | -------- | -------- | --- |
| Gardiens               | Gardiens | Gardiens | Gardiens | Gardiens | Gardiens | Gardiens | Gardiens | Gardiens | Gardiens    | Gardiens | Gardiens | Abréviations et symboles : · TT : Total de minutes jouées · MJ : Nombre de matchs joués · MT : Matchs joués en tant que titulaire · : but · : joueur entré · : joueur remplacé · : capitaine · : carton jaune · : carton rouge |
| Manuel Neuer           | 90       | 90       | 90       | 120      | 90       | 90       | 120      | 690      | 0           | 7        | 7        | Abréviations et symboles : · TT : Total de minutes jouées · MJ : Nombre de matchs joués · MT : Matchs joués en tant que titulaire · : but · : joueur entré · : joueur remplacé · : capitaine · : carton jaune · : carton rouge |
| Roman Weidenfeller     | -        | -        | -        | -        | -        | -        | -        | 0        | 0           | 0        | 0        | Abréviations et symboles : · TT : Total de minutes jouées · MJ : Nombre de matchs joués · MT : Matchs joués en tant que titulaire · : but · : joueur entré · : joueur remplacé · : capitaine · : carton jaune · : carton rouge |
| Ron-Robert Zieler      | -        | -        | -        | -        | -        | -        | -        | 0        | 0           | 0        | 0        | Abréviations et symboles : · TT : Total de minutes jouées · MJ : Nombre de matchs joués · MT : Matchs joués en tant que titulaire · : but · : joueur entré · : joueur remplacé · : capitaine · : carton jaune · : carton rouge |
| Défenseurs             |          |          |          |          |          |          |          |          |             |          |          | Abréviations et symboles : · TT : Total de minutes jouées · MJ : Nombre de matchs joués · MT : Matchs joués en tant que titulaire · : but · : joueur entré · : joueur remplacé · : capitaine · : carton jaune · : carton rouge |
| Kevin Großkreutz       | -        | -        | -        | -        | -        | -        | -        | 0        | 0           | 0        | 0        | Abréviations et symboles : · TT : Total de minutes jouées · MJ : Nombre de matchs joués · MT : Matchs joués en tant que titulaire · : but · : joueur entré · : joueur remplacé · : capitaine · : carton jaune · : carton rouge |
| Matthias Ginter        | -        | -        | -        | -        | -        | -        | -        | 0        | 0           | 0        | 0        | Abréviations et symboles : · TT : Total de minutes jouées · MJ : Nombre de matchs joués · MT : Matchs joués en tant que titulaire · : but · : joueur entré · : joueur remplacé · : capitaine · : carton jaune · : carton rouge |
| Benedikt Höwedes       | 90       | 90       | 90       | 120      | 90       | 90       | 120      | 690      | 0           | 7        | 7        | Abréviations et symboles : · TT : Total de minutes jouées · MJ : Nombre de matchs joués · MT : Matchs joués en tant que titulaire · : but · : joueur entré · : joueur remplacé · : capitaine · : carton jaune · : carton rouge |
| Mats Hummels           | 73       | 90       | 90       | -        | 90       | 46       | 120      | 509      | 2           | 6        | 6        | Abréviations et symboles : · TT : Total de minutes jouées · MJ : Nombre de matchs joués · MT : Matchs joués en tant que titulaire · : but · : joueur entré · : joueur remplacé · : capitaine · : carton jaune · : carton rouge |
| Erik Durm              | -        | -        | -        | -        | -        | -        | -        | 0        | 0           | 0        | 0        | Abréviations et symboles : · TT : Total de minutes jouées · MJ : Nombre de matchs joués · MT : Matchs joués en tant que titulaire · : but · : joueur entré · : joueur remplacé · : capitaine · : carton jaune · : carton rouge |
| Philipp Lahm           | 90       | 90       | 90       | 120      | 90       | 90       | 120      | 690      | 0           | 7        | 7        | Abréviations et symboles : · TT : Total de minutes jouées · MJ : Nombre de matchs joués · MT : Matchs joués en tant que titulaire · : but · : joueur entré · : joueur remplacé · : capitaine · : carton jaune · : carton rouge |
| Per Mertesacker        | 90       | 90       | 90       | 120      | -        | 44       | 0        | 434      | 0           | 6        | 4        | Abréviations et symboles : · TT : Total de minutes jouées · MJ : Nombre de matchs joués · MT : Matchs joués en tant que titulaire · : but · : joueur entré · : joueur remplacé · : capitaine · : carton jaune · : carton rouge |
| Jérôme Boateng         | 90       | 46       | 90       | 120      | 90       | 90       | 120      | 646      | 0           | 7        | 7        | Abréviations et symboles : · TT : Total de minutes jouées · MJ : Nombre de matchs joués · MT : Matchs joués en tant que titulaire · : but · : joueur entré · : joueur remplacé · : capitaine · : carton jaune · : carton rouge |
| Shkodran Mustafi       | 17       | 44       | -        | 70       | -        | -        | -        | 131      | 0           | 3        | 1        | Abréviations et symboles : · TT : Total de minutes jouées · MJ : Nombre de matchs joués · MT : Matchs joués en tant que titulaire · : but · : joueur entré · : joueur remplacé · : capitaine · : carton jaune · : carton rouge |
| Milieux                |          |          |          |          |          |          |          |          |             |          |          | Abréviations et symboles : · TT : Total de minutes jouées · MJ : Nombre de matchs joués · MT : Matchs joués en tant que titulaire · : but · : joueur entré · : joueur remplacé · : capitaine · : carton jaune · : carton rouge |
| Sami Khedira           | 90       | 70       | -        | 50       | 90       | 76       | -        | 376      | 1           | 5        | 4        | Abréviations et symboles : · TT : Total de minutes jouées · MJ : Nombre de matchs joués · MT : Matchs joués en tant que titulaire · : but · : joueur entré · : joueur remplacé · : capitaine · : carton jaune · : carton rouge |
| Bastian Schweinsteiger | -        | 20       | 76       | 109      | 90       | 90       | 120      | 505      | 0           | 6        | 5        | Abréviations et symboles : · TT : Total de minutes jouées · MJ : Nombre de matchs joués · MT : Matchs joués en tant que titulaire · : but · : joueur entré · : joueur remplacé · : capitaine · : carton jaune · : carton rouge |
| Mesut Özil             | 63       | 90       | 89       | 120      | 83       | 90       | 120      | 655      | 1           | 7        | 7        | Abréviations et symboles : · TT : Total de minutes jouées · MJ : Nombre de matchs joués · MT : Matchs joués en tant que titulaire · : but · : joueur entré · : joueur remplacé · : capitaine · : carton jaune · : carton rouge |
| André Schürrle         | 27       | -        | 1        | 74       | 21       | 32       | 89       | 244      | 3           | 6        | 0        | Abréviations et symboles : · TT : Total de minutes jouées · MJ : Nombre de matchs joués · MT : Matchs joués en tant que titulaire · : but · : joueur entré · : joueur remplacé · : capitaine · : carton jaune · : carton rouge |
| Lukas Podolski         | 8        | -        | 46       | -        | -        | -        | -        | 54       | 0           | 2        | 1        | Abréviations et symboles : · TT : Total de minutes jouées · MJ : Nombre de matchs joués · MT : Matchs joués en tant que titulaire · : but · : joueur entré · : joueur remplacé · : capitaine · : carton jaune · : carton rouge |
| Thomas Müller          | 82       | 90       | 90       | 120      | 90       | 90       | 120      | 682      | 5           | 7        | 7        | Abréviations et symboles : · TT : Total de minutes jouées · MJ : Nombre de matchs joués · MT : Matchs joués en tant que titulaire · : but · : joueur entré · : joueur remplacé · : capitaine · : carton jaune · : carton rouge |
| Julian Draxler         | -        | -        | -        | -        | -        | 14       | -        | 14       | 0           | 1        | 0        | Abréviations et symboles : · TT : Total de minutes jouées · MJ : Nombre de matchs joués · MT : Matchs joués en tant que titulaire · : but · : joueur entré · : joueur remplacé · : capitaine · : carton jaune · : carton rouge |
| Toni Kroos             | 90       | 90       | 90       | 120      | 90       | 90       | 120      | 690      | 2           | 7        | 7        | Abréviations et symboles : · TT : Total de minutes jouées · MJ : Nombre de matchs joués · MT : Matchs joués en tant que titulaire · : but · : joueur entré · : joueur remplacé · : capitaine · : carton jaune · : carton rouge |
| Mario Götze            | 90       | 69       | 14       | 46       | 5        | -        | 32       | 256      | 2           | 6        | 3        | Abréviations et symboles : · TT : Total de minutes jouées · MJ : Nombre de matchs joués · MT : Matchs joués en tant que titulaire · : but · : joueur entré · : joueur remplacé · : capitaine · : carton jaune · : carton rouge |
| Christoph Kramer       | -        | -        | -        | 11       | 0        | -        | 31       | 42       | 0           | 3        | 1        | Abréviations et symboles : · TT : Total de minutes jouées · MJ : Nombre de matchs joués · MT : Matchs joués en tant que titulaire · : but · : joueur entré · : joueur remplacé · : capitaine · : carton jaune · : carton rouge |
| Attaquants             |          |          |          |          |          |          |          |          |             |          |          | Abréviations et symboles : · TT : Total de minutes jouées · MJ : Nombre de matchs joués · MT : Matchs joués en tant que titulaire · : but · : joueur entré · : joueur remplacé · : capitaine · : carton jaune · : carton rouge |
| Miroslav Klose         | -        | 21       | 44       | -        | 69       | 58       | 88       | 280      | 2           | 5        | 3        | Abréviations et symboles : · TT : Total de minutes jouées · MJ : Nombre de matchs joués · MT : Matchs joués en tant que titulaire · : but · : joueur entré · : joueur remplacé · : capitaine · : carton jaune · : carton rouge |

| Buts           | Joueurs          | Adversaires                      |
| -------------- | ---------------- | -------------------------------- |
| 5              | Thomas Müller    | Portugal (3), États-Unis, Brésil |
| 3              | André Schürrle   | Algérie, Brésil (2)              |
| 2              |                  |                                  |
| Toni Kroos     | Brésil (2)       |                                  |
| Miroslav Klose | Ghana, Brésil    |                                  |
| Mats Hummels   | Portugal, France |                                  |
| Mario Götze    | Ghana, Argentine |                                  |
| 1              |                  |                                  |
| Mesut Özil     | Algérie          |                                  |
| Sami Khedira   | Brésil           |                                  |

| Passes décisives | Joueurs         | Adversaires                  |
| ---------------- | --------------- | ---------------------------- |
| 4                | Toni Kroos      | Portugal (2), France, Brésil |
| 3                | André Schürrle  | Portugal, Algérie, Argentine |
| 2                |                 |                              |
| Thomas Müller    | Algérie, Brésil |                              |
| Mesut Özil       | Ghana, Brésil   |                              |
| Philipp Lahm     | Brésil (2)      |                              |